# Karl Harmer
Karl Harmer (16 agosto 1888 – 13 settembre 1966) è stato un calciatore e allenatore di calcio austriaco, di ruolo difensore.

## Carriera

### Giocatore

#### Club
Nella stagione 1915-1916 ha giocato una partita nella prima divisione austriaca con il Rapid Vienna (con cui già aveva giocato nella stagione 1907-1908), vincendo il campionato.

#### Nazionale
Ha giocato la sua unica partita in nazionale il 3 novembre 1907, in una partita amichevole persa per 4-1 contro l'Ungheria a Budapest.

### Allenatore
Nella stagione 1929-1930 è subentrato ad Aurelio Lommi sulla panchina della Ternana, nel campionato di Prima Divisione, la terza serie italiana dell'epoca.

## Statistiche

### Cronologia presenze e reti in nazionale
| Cronologia completa delle presenze e delle reti in nazionale ― Austria | Cronologia completa delle presenze e delle reti in nazionale ― Austria | Cronologia completa delle presenze e delle reti in nazionale ― Austria | Cronologia completa delle presenze e delle reti in nazionale ― Austria | Cronologia completa delle presenze e delle reti in nazionale ― Austria | Cronologia completa delle presenze e delle reti in nazionale ― Austria | Cronologia completa delle presenze e delle reti in nazionale ― Austria | Cronologia completa delle presenze e delle reti in nazionale ― Austria |
| Data                                                                   | Città                                                                  | In casa                                                                | Risultato                                                              | Ospiti                                                                 | Competizione                                                           | Reti                                                                   | Note                                                                   |
| ---------------------------------------------------------------------- | ---------------------------------------------------------------------- | ---------------------------------------------------------------------- | ---------------------------------------------------------------------- | ---------------------------------------------------------------------- | ---------------------------------------------------------------------- | ---------------------------------------------------------------------- | ---------------------------------------------------------------------- |
| 3-11-1907                                                              | Budapest                                                               | Ungheria                                                               | 4 – 1                                                                  | Austria                                                                | Amichevole                                                             | -                                                                      |                                                                        |
| Totale                                                                 |                                                                        | Presenze                                                               | 1                                                                      |                                                                        | Reti                                                                   | 0                                                                      |                                                                        |

## Palmarès

### Giocatore

#### Competizioni nazionali
- Campionato austriaco: 1

Rapid Vienna: 1915-1916